# Rebecca Ferguson (cantora)
Rebecca Caroline Ferguson (Liverpool, 21 de julho de 1986) é uma cantora e compositora inglesa, ela ganhou reconhecimento em 2010 quando ela se tornou vice-campeã na sétima temporada de The X Factor, em seguida assinou um contrato com Syco e Epic Records no Reino Unido e logo após, fechou nos EUA com a Columbia Records.
Seu álbum de estreia Heaven foi lançado em 2011 com sucesso de crítica e vendas, todo co-escrito pela artista. O álbum ganhou platina no Reino Unido e na Irlanda. Ferguson cita Aretha Franklin, Kings of Leon e Amy Winehouse como suas principais influências.
Seu primeiro álbum tem influências de soul, blues, pop e R&B; com letras sobre relacionamentos, sejam eles bem e mal sucedidos. A crítica comparou seu álbum com o trabalho de Aretha Franklin e Macy Gray. Descrevendo seu som Rebecca diz: "quite soulful, I don’t know what you compare it to. I’m just me." ("bastante sentimental, eu não sei com o que comparar. Eu sou só eu")

## Discografia

### Álbum
| Ano  | Detalhes do Álbum                                                                                                   | Melhores posições | Melhores posições | Melhores posições | Melhores posições | Vendas                    | Certificações              |
| Ano  | Detalhes do Álbum                                                                                                   | RU                | IRE               | SUI               | SCO               | Vendas                    | Certificações              |
| ---- | --- | ----------------- | ----------------- | ----------------- | ----------------- | ------------------------- | -------------------------- |
| 2011 | Heaven - Lançamento: 05 de dezembro de 2011 - Formato(s): CD, download Digital - Gravadora(s): Syco, RCA            | 3                 | 9                 | 7                 | 3                 | - : 1.500.000 - : 660.892 | - : 2× Platina - : Platina |
| 2013 | Freedom - Lançamento: 02 de dezembro de 2013 - Formato(s): CD, download Digital - Gravadora(s): Syco, RCA           | 6                 | 37                | 55                | 12                | - : 150.000               | - : Ouro                   |
| 2015 | Lady Sings the Blues - Lançamento: 09 de março de 2015 - Formato(s): CD, download Digital - Gravadora(s): Syco, RCA | 7                 | 27                | 46                | 8                 | - : 45.000                |                            |
| 2016 | Superwoman - Lançamento: 14 de outubro de 2016 - Formato(s): CD, download Digital - Gravadora(s): Syco, RCA         | 7                 | 37                | 91                | 7                 | - : 35.000                |                            |

### Singles
| Ano  | Single                     | Paradas musicais | Paradas musicais | Paradas musicais | Paradas musicais | Paradas musicais | Álbum                |
| Ano  | Single                     | UK               | ALE              | IRE              | ESC              | SUI              | Álbum                |
| ---- | -------------------------- | ---------------- | ---------------- | ---------------- | ---------------- | ---------------- | -------------------- |
| 2011 | "Nothing's Real but Love"  | 10               | 64               | 23               | 10               | 24               | Heaven               |
| 2012 | "Too Good to Lose"         | 186              | —                | —                | —                | —                | Heaven               |
| 2012 | "Glitter & Gold"           | 116              | 68               | 65               | —                | —                | Heaven               |
| 2012 | "Backtrack"                | 15               | —                | 23               | 13               | —                | Heaven               |
| 2012 | "Shoulder to Shoulder"     | —                | —                | —                | —                | —                | Heaven               |
| 2012 | "Teach Me How to Be Loved" | 100              | 92               | —                | 67               | 66               | Heaven               |
| 2013 | "I Hope"                   | 15               | —                | 33               | 8                | —                | Freedom              |
| 2013 | "Light On"                 | —                | 40               | —                | —                | 52               | Freedom              |
| 2014 | "All That I've Got"        | 150              | —                | —                | —                | —                | Freedom              |
| 2015 | "Get Happy"                | —                | —                | —                | —                | —                | Lady Sings the Blues |
| 2016 | "Bones"                    | 170              | —                | —                | 67               | —                | Superwoman           |
| 2016 | "Superwoman"               | —                | —                | —                | —                | —                | Superwoman           |
| 2020 | "Nothing Left but Family"  | —                | —                | —                | —                | —                | —                    |
| 2021 | "No Words Needed"          | 169              | —                | —                | —                | —                | —                    |

## Turnês
- Heaven Tour (2012)

## Filmografia

### Televisão
| Ano  | Título                | Papel                   | Notas                             |
| ---- | --------------------- | ----------------------- | --------------------------------- |
| 2010 | The X Factor          | Participante            | Participante da sétima série      |
| 2011 | X Factor Results Show | Convidada e performista | Cantou 'Nothing's Real but Love'  |
| 2011 | Breakfast             | Convidada               | Cantou 'Nothing's Real but Love'  |
| 2012 | This is Lionel Richie | Convidada               | Cantou 'Endless Love'             |
| 2012 | Alan Carr: Chatty Man | Convidada               | Cantou 'Glitter & Gold'           |
| 2012 | Britain's Got Talent  | Convidada               | Cantou 'Teach Me How to Be Loved' |